# Luzula lactea
Luzula lactea är en tågväxtart som först beskrevs av Heinrich Friedrich Link, och fick sitt nu gällande namn av Ernst Meyer. Luzula lactea ingår i Frylesläktet som ingår i familjen tågväxter. Inga underarter finns listade i Catalogue of Life.